# Omphale gracilis
Omphale gracilis är en stekelart som beskrevs av Christer Hansson 1997. Omphale gracilis ingår i släktet Omphale och familjen finglanssteklar. Inga underarter finns listade i Catalogue of Life.